# 新保站
新保站（日语：／ Shimbo eki */?）是位於福井縣敦賀市獺河內，日本國有鐵道（國鐵）北陸本線舊線的鐵路車站（廢站）。

## 概要
關於車站所在地瀨河內的名稱來自，取自水獺曾經該處附近的木之芽川內生活。該河流是在山中，沿河流旁有一些村落。在村落對上的山坡處敷設了鐵路線。在車站附近沿線建設了一些橋樑和路堤。
此站原本是一座號誌站「東郷信號所」，在當地居民的請求下升級為新保站。新保這個名稱是取自獺河內以北約4公里當的村落名稱，而獺河內這個當地名稱在廢線後，轉換為巴士服務後重現。

## 歷史
- 1908年（明治41年）4月21日：在敦賀至杉津之間開設東鄉信號所[1]。
- 1916年（大正5年）11月1日：升級為車站，名為新保站[1]。當時為一般車站[1]。當時進行了兩年的改善工程，包括完成折返式設備、貨物側線和貨運設備上蓋。
- 1962年（昭和37年）
  - 6月9日：隨著敦賀至今庄之間使用新線，當天早上後暫停營業。
  - 6月10日：車站正式廢除[1][2]。

## 車站構造
此站是高架車站，在本線（單線）的西邊設有引込線，該路軌連接本線敦賀方向。在本線與引込線上設有月台，形成2面2線的月台。在本線的東邊設有側線，該路軌連接本線今庄方向。在各路軌上均設有渡線。
在今庄一方的引込線曾經在建設北陸隧道時，成為運送建材至葉原竪坑的據點。而在北陸隧道建設時挖了多個竪坑，但是沒有像筒石站一樣，把這些竪坑轉變為車站。

## 現狀

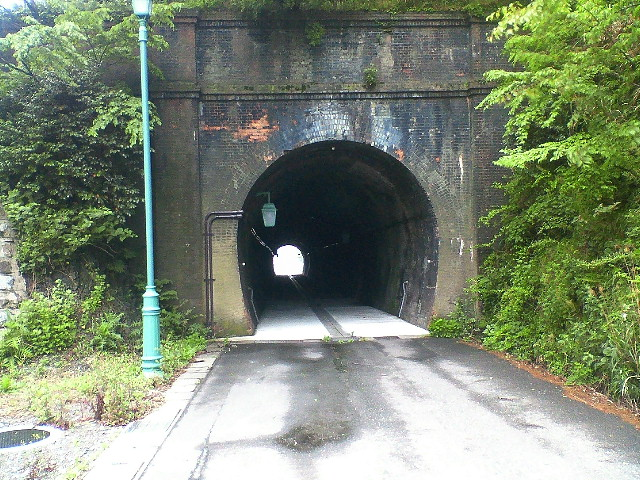
樫曲隧道(敦賀市瀨河內)

在轉換為國鐵巴士後，路軌遺址變成縣道。在車站遺址附近還有月台遺跡和信號管制塔遺跡。附近還有建立紀念碑，但是經過道路工程後，碑的位置有少許移動。在敦賀一方的引込線遺址變成私人土地。
另外，在新保站南方的瀨河內隧道和樫曲隧道均變成單程路（北行）。在2002年，國道476號木之芽峠隧道開通，樫曲隧道變為了行人路，而瀨河內隧道則被擴寬，並繼續保留下來。同時，跨越木之芽川的舊新保站橋樑已經被新的橋樑取代。

## 相鄰車站
日本國有鐵道（國鐵）
北陸本線
敦賀－（深山信號場）－新保－（葉原信號場）－杉津

## 注腳
1. 1 2 3 4 5 6 7 8  石野哲 (编).  初版. JTB. 1998-10-01: 145. ISBN 978-4-533-02980-6 （日语）.
2. 1 2 3  鈴木文彥（日语：鈴木文彦）. . 鐵道雜誌（日语：鉄道ジャーナル） (鐵道雜誌社（日语：鉄道ジャーナル社）). 1999-2, 33 (2): 38–40 （日语）.

## 相關項目
- 日本鐵路車站列表 Shi
- 福井縣道209號五幡新保停車場線（日语：福井県道209号五幡新保停車場線）